# Louis Begley
Louis Begley (6 de octubre de 1933 en Stryj, entonces Polonia, ahora Ucrania, como Ludwik Begleiter) es un escritor estadounidense de origen judío polaco. Después de la Segunda Guerra Mundial, su familia emigró a los Estados Unidos, donde Begley trabajó como abogado. No fue hasta 1991 que hizo su aparición literaria con la novela autobiográfica Mentiras en tiempos de guerra. De las obras que ha publicado desde entonces, se han vuelto especialmente populares las novelas sobre el abogado jubilado Schmidt.

## Biografía

### Juventud en Polonia y emigración

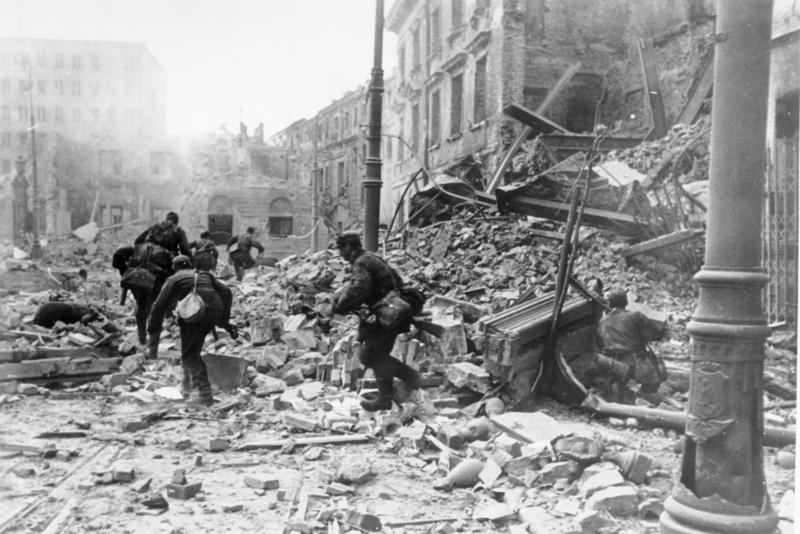
Soldados alemanes tras la represión del Levantamiento de Varsovia.

Louis Begley es hijo único del médico Dawid Begleiter (1899-1964) y su esposa Franciszka, de soltera Hauser (1910-2004).  La familia judía vivía en Stryj, en Galicia, que fue ocupada por las tropas soviéticas en 1939 como resultado del Pacto Hitler-Stalin. En el período previo a la Operación Barbarroja, el padre fue deportado a la Unión Soviética como médico de hospital en 1941 y pasó la mayor parte de la guerra en Samarcanda. Los abuelos paternos fueron secuestrados y asesinados en septiembre de 1941, mientras que los abuelos maternos lograron esconderse con la ayuda de documentos falsos.  La madre se quedó sola con el niño y a partir de junio experimentó la persecución de los judíos por parte de los ocupantes alemanes. A Ludwik ya no se le permitió asistir a la escuela después del primer año escolar. En el invierno de 1941/42, antes de la creación prevista de un gueto, Franciszka Begleiter huyó con su hijo a Lemberg, donde se identificaron como católicos polacos con documentos falsificados. En marzo de 1943, madre e hijo huyeron a Varsovia. Durante el Alzamiento de Varsovia vivieron en sótanos en agosto y septiembre de 1944. Después de que el levantamiento fuera reprimido, Franciszka Begleiter pudo utilizar un ardid para salvarse a ella y a su hijo de la amenaza de deportación a Auschwitz. Se escondieron en un pueblo de Mazovia y más tarde en la ciudad de Kielce, en el sur de Polonia, hasta que la invasión de las tropas soviéticas en enero de 1945 puso fin a la guerra para ellos. 
En Cracovia, madre e hijo se reencontraron con su padre, que había regresado de la Unión Soviética. Después de recibir clases exclusivamente de su madre durante la guerra, Ludwik asistió en el año escolar 1945/46 al instituto Jan Sobieski. Impresionada por los pogromos antisemitas que se estaban produciendo en Polonia, la familia decidió emigrar. Después de que Dawid Begleiter intentara en vano obtener permisos de salida, la familia abandonó ilegalmente el país en el otoño de 1946. Con un permiso de residencia limitado permanecieron en París hasta finales de febrero del año siguiente. Llegaron a Nueva York el 3 de marzo de 1947. Para facilitar la integración en Estados Unidos, la familia cambió sus nombres: Begleiter pasó a ser Begley, Dawid Edward, Franciszka Frances y Ludwik Louis. La familia vivió inicialmente en el Empire Hotel de Manhattan.  En 1948 se instaló en Flatbush, donde Edward Begley abrió una consulta médica. Louis asistió a la escuela secundaria Erasmus Hall y se graduó en 1950. Sus conocimientos del idioma inglés, que había adquirido en tan sólo unos años, quedaron demostrados al ganar el primer premio en un concurso de cuentos que la Universidad de Nueva York convocó para todas las escuelas secundarias de la ciudad. 

### Estudios y carrera como abogado.

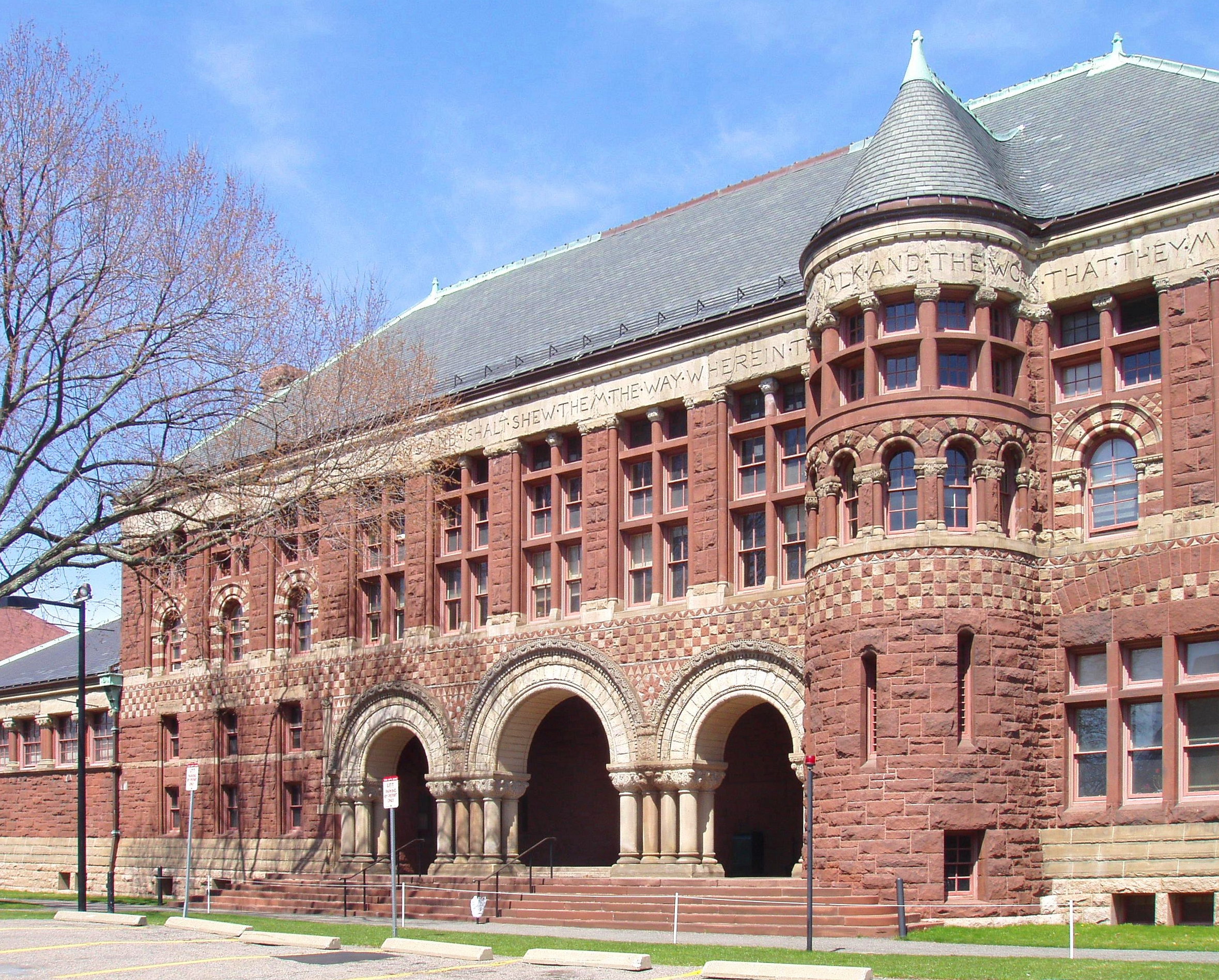
Austin Hall en la Facultad de Derecho de Harvard

Begley recibió una beca para la Universidad de Harvard y se especializó en literatura inglesa de 1950 a 1954. Uno de sus compañeros de estudios fue John Updike. Begley participó en el teatro estudiantil y en la revista universitaria Harvard Advocate. Sin embargo, abandonó un curso de escritura creativa a mitad de semestre y abandonó todas sus ambiciones literarias. Más tarde explicó que el único material que podría haber utilizado para sus historias eran las experiencias de la infancia y la juventud en Polonia que estaba decidido a suprimir. Sin embargo, todavía no se sentía lo suficientemente arraigado en Estados Unidos como para describir su presente. Recibió la ciudadanía estadounidense el 5 de noviembre de 1953. En 1954 se graduó summa cum laude. Sirvió los siguientes dos años en el ejército de los EE. UU., los últimos 18 meses de los cuales sirvió en Göppingen en la novena dvisión. Luego comenzó a estudiar derecho en la Facultad de Derecho de Harvard, graduándose magna cum laude en 1959. Mientras aun estudiaba, recibió una oferta del reconocido despacho de abogados Debevoise & Plimpton,  donde inició su carrera profesional en el otoño de 1959. Dos años más tarde fue admitido en el colegio de abogados de Nueva York. 
En 1956, Begley se casó con Sally Higginson, una estudiante del Radcliffe College y, según Begley, una esposa “muy estadounidense”. La pareja se mudó a un condominio en la Quinta Avenida junto a Central Park en 1959. El matrimonio tuvo tres hijos: Peter (* 1958, vive como artista en París), Adam (* 1959, trabaja como crítico literario y biógrafo) y Amey (* 1963, es escritor como su padre). Sin embargo, pronto surgieron tensiones en el matrimonio, que Begley atribuyó a los cambios sociales en Estados Unidos en los años 1960. En 1965, Begley se mudó solo a París y trabajó en la oficina francesa de Debevoise & Plimpton. Cuando fue nombrado socio de la firma en 1968, regresó a Nueva York. El matrimonio terminó en divorcio en mayo de 1970. Al año siguiente, Begley conoció a la historiadora francesa Anka Muhlstein (* 1935)  durante una de sus numerosas estancias en París. Después de una relación de tres años como amigos por correspondencia, los dos se casaron en marzo de 1974. Muhlstein trajo dos hijos al matrimonio.  Desde entonces, la pareja vive en Park Avenue en el Upper East Side de Manhattan.  En 1983 compraron una casa de verano en Sagaponack en Long Island. 
En los años siguientes, Begley se convirtió en socio principal de Debevoise & Plimpton. Ha estado involucrado en numerosas transacciones internacionales que lo han llevado a América del Norte y América Latina, Europa, Asia y África. También fue asesor jurídico de sociedades anónimas, así como administrador de activos y fideicomisario de grandes patrimonios privados. Enseñó como profesor invitado en Waltham Business School, la Escuela de Negocios de la Universidad de Pensilvania y derecho contractual internacional en Beijing durante varios años. Además del desafío intelectual, la profesión jurídica también le proporcionó satisfacciones estéticas. El arte de los contratos precisos y elegantes, que conoció gracias a su socio principal Francis Plimpton, dio forma a su estilo literario posterior. 

### Éxitos literarios tardíos
En agosto de 1989, Begley se tomó una licencia de formación de tres meses. Durante este tiempo escribió su debut literario Mentiras en tiempos de guerra (Wartime Lies), que se basa en experiencias autobiográficas en la Polonia bajo el dominio nazi. Begley comentó que había repasado la historia una y otra vez en su cabeza y que sólo necesitaba escribirla.  La novela se publicó en 1991 e inmediatamente fue considerada una sensación literaria. El libro y el autor recibieron la misma atención en las páginas destacadas estadounidenses.  En 1993 y 1994, Begley publicó dos novelas más, El hombre que llegó tarde y Como Max lo vio. De 1993 a 1995 asumió la presidencia del PEN American Center. Con la publicación de la traducción alemana de Mentiras en tiempos de guerra en 1994, Begley también obtuvo un gran éxito en Alemania, que incluso superó al de su tierra natal. Se desarrolló una amistad con el editor Siegfried Unseld. La traducción polaca de su debut llevó a Begley de regreso a su país de origen por primera vez en 1995. 
A pesar de su éxito literario, Begley permaneció activo como abogado hasta finales de 2003. Escribía sus novelas los fines de semana y las vacaciones. Begley expresó repetidamente sus reservas sobre una carrera puramente literaria porque un trabajo fuera del mundo literario era importante para el contacto con el mundo real. Sus propias experiencias profesionales quedaron reflejadas en muchos de sus libros posteriores, entre ellos la trilogía sobre el abogado jubilado Schmidt. Después de su propio retiro en 2004, Begley escribió cada vez más ensayos sobre temas literarios y políticos. En 2006 aceptó una cátedra de poética en la Universidad de Heidelberg sobre el tema Zwischen Fakten oder Fiktionen (Entre hechos y ficción). En sus conferencias, así como en su ensayo de 2008 The Tremendous World I Have Inside My Head (El tremendo mundo que tengo dentro de mi cabeza) sobre Franz Kafka, se opuso a los intentos de interpretación que equiparan la vida y la obra de un escritor. 

## Obra
Aunque Mentiras en tiempos de guerra se basa en las experiencias de Louis Begley durante la ocupación alemana de Polonia, se trata, como siempre ha subrayado, de una novela y no de una autobiografía. Sus propios recuerdos están tan incompletos y distorsionados debido al lapso de tiempo de 50 años que ya no son adecuados para sus memorias.  El foco de la novela es la experiencia de que las mentiras y los camuflajes continúan teniendo un efecto más allá del tiempo de ocultamiento y se convierten en la normalidad permanente para el narrador en primera persona. Las reseñas a menudo destacaban la perspectiva infantil del narrador, que proporcionaba una nueva mirada a los horrores del Holocausto. También se enfatizó el estilo conciso y nada sentimental de Begley. Begley explicó esto diciendo que no escribía en su lengua materna. Carece de “la inquebrantable seguridad en sí mismo que un autor necesita para sus estallidos de indignación o atrocidades”. 
Con sus novelas posteriores, Begley rompió con las expectativas de escribir más literatura del Holocausto. Según Christa Krüger, son “testimonios de la asimilación de un inmigrante” y, a modo de novelas sociales, muestran la vida de la clase alta adinerada de la costa este estadounidense. Sin embargo, la superficie de una vida lujosa a menudo tiene grietas que revelan mentiras y humillaciones. Los protagonistas intentan superar su autoengaño y recuperar el respeto por sí mismos perdidos, en lo que recuerdan al narrador en primera persona de la primera novela de Begley. Begley afirmó: “Que me he esforzado por lograr una honestidad fundamental en Mentiras en tiempos de guerra se aplica no sólo a esta sino a todas mis novelas; siempre ha sido mi objetivo, por razones estéticas, aunque no morales. Creo que intentar crear una obra de arte no se puede lograr de otra manera.” Los protagonistas de Begley comparten muchos detalles de su biografía con su autor. Como él, estudiaron en Harvard, luego hicieron carrera, lograron riqueza, poder e influencia. No son héroes positivos, sino personas con contradicciones, a menudo forasteros que se sienten solos y fríos por dentro. El sexo sirve como sustituto del amor y como puente hacia su incapacidad de amar. En las últimas novelas envejecen como su autor, sacan conclusiones sobre sus vidas y, como representantes de un mundo en decadencia, tienen que afrontar los cambios del presente. Particularmente popular fue la trilogía sobre el abogado jubilado Schmidt (Schmidt, Schmidt's Probation y Schmidt's Insight), considerada inusualmente alegre y relajada en la obra de Begley. La película de Alexander Payne About Schmidt, protagonizada por Jack Nicholson, se basa libremente en el primer título de la serie. 
A diferencia de sus novelas, en las que el autor no proclama un mensaje y se abstiene de emitir juicios, Begley expresa una clara opinión política y moral en sus ensayos y declaraciones sobre el estado de Estados Unidos. Begley representa posiciones decididamente liberales y se identifica como partidario de los demócratas que criticaron duramente a George W. Bush y vieron a Barack Obama como un portador de esperanza. Begley es un interlocutor frecuente, sobre todo en la prensa alemana, y desempeña un papel de intermediario con su país de origen. Sin embargo, el propio Begley matizó que un escritor que recurre a la política cotidiana se convierte en “un reportero caprichoso y poco fiable” que expresa ideas preliminares que no responden a las exigencias de verdad que impone a la literatura realista. 

## Honores
Mentiras en tiempos de guerra ganó el Premio Internacional de Ficción Irish Times/Aer Lingus y el Premio Harold V. Ribalow en 1991 y el Premio PEN de la Fundación Hemingway y el Prix Médicis étranger en 1992.  En 1995 Begley recibió el Premio Jeanette Schocken y el Premio de Literatura de la Academia Estadounidense de Letras, en 2000 el Premio de Literatura de la Fundación Konrad Adenauer y en 2008 un doctorado honorario de la Facultad de Filología Moderna de la Universidad de Heidelberg.
En 2000 fue nombrado miembro de la Sociedad Filosófica Estadounidense  y Caballero de la Orden de las Artes y las Letras. Es miembro de la Academia Estadounidense de Artes y Letras desde 2011. 